# Ahua vulgaris
Ahua vulgaris là một loài nhện trong họ Agelenidae.
Loài này thuộc chi Ahua. Ahua vulgaris được Raymond Robert Forster & Wilton miêu tả năm 1973.